# Hiraea papilionacea
Hiraea papilionacea är en tvåhjärtbladig växtart som beskrevs av J. Cuatrec. och T.B. Croat. Hiraea papilionacea ingår i släktet Hiraea och familjen Malpighiaceae. Inga underarter finns listade i Catalogue of Life.